# Île de Noro
L' Île de Noro, (en espagnol Isla de Noro Altura  et en galicien  Illa de Ñoro), est une île
située à l'est de l'île de Sálvora, dont elle est séparée par le canal connu sous le nom de Paso Interior de Sálvora , dans la ria de Arosa à 1,2 km de cette île. Elle fait partie du territoire de la ville galicienne de Ribeira, en Espagne.

## Description
D'une superficie de 4 ha, c'est une masse rocheuses de granit qui s'élève à 42 m d'altitude, donnant à l'île une forme rocheuse fissurée proéminente. La partie sud est plate et couverte de prairies, et la roche s'élève au nord. C'est un lieu de nidification pour les oiseaux marins et terrestres. Elle fait partie du Parc national des Îles Atlantiques de Galice .

## Galerie

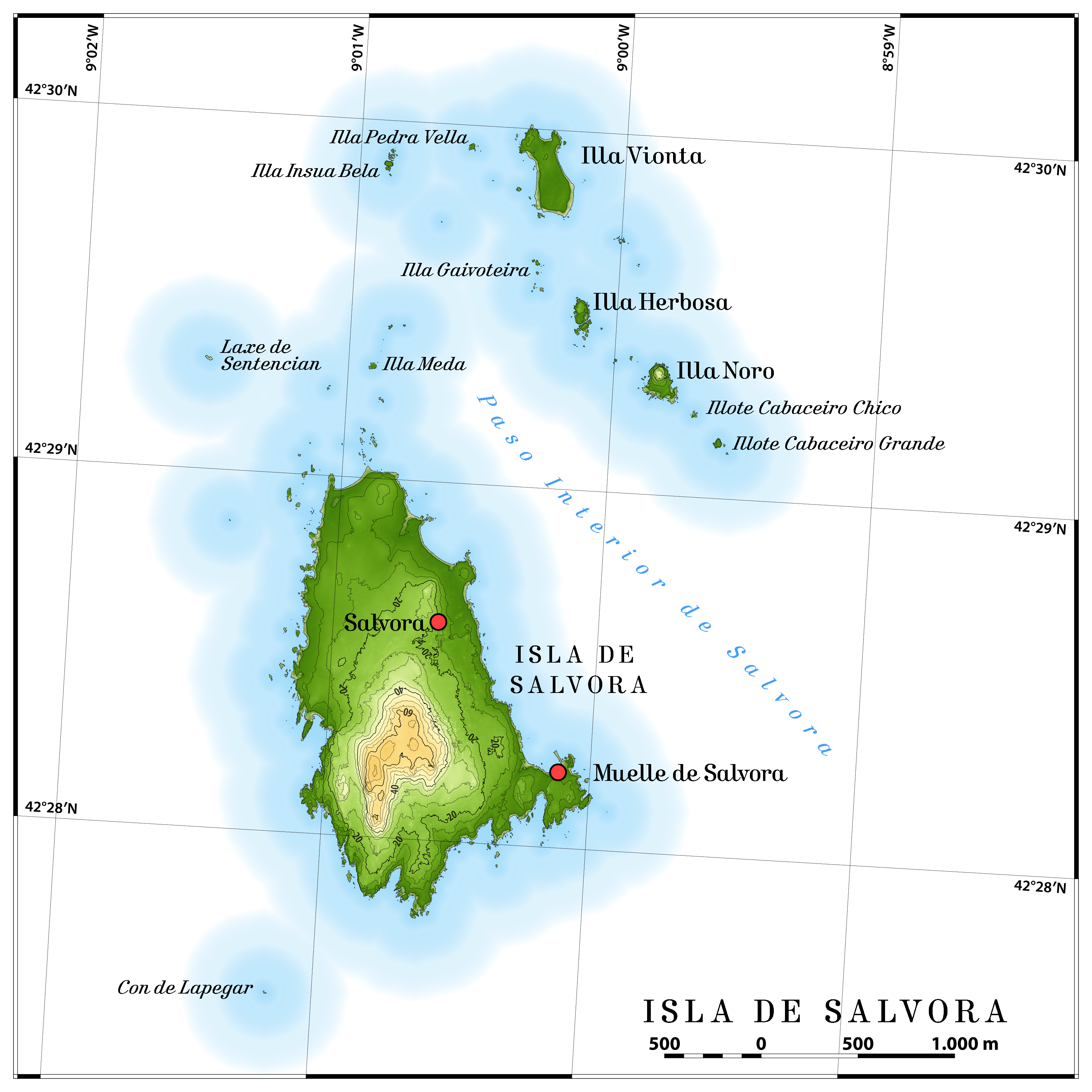
Île de Salvora et ses îlots.